# Ньюсом, Гэвин
Гэ́вин Кри́стофер Нью́сом (англ. Gavin Christopher Newsom, род. 10 октября 1967, Сан-Франциско, Калифорния) — американский политический деятель. Губернатор Калифорнии с 7 января 2019 года, вице-губернатор Калифорнии (2011—2019). Мэр Сан-Франциско в 2004—2011 годах. Член Демократической партии.

## Биография

### Детство
Гэвин Ньюсом родился 10 октября 1967 года в Сан-Франциско в семье с ирландскими корнями. Его семья жила в городе в четвёртом поколении. Его мать, Тесса Мензис, родила его в 20 лет. Его отец, Уильям Ньюсом III, работал адвокатом и являлся защитником окружающей среды. Через два года после рождения Гэвина пара развелась, его вместе с сестрой воспитывала мать, которая работала официанткой, секретарём по юридическим делам, бухгалтером и риелтором. Также Ньюсом является дальним родственником американской певицы Джоанны Ньюсом. Он провёл своё раннее детство в районах Коул Вэлли и Марина, а после жил с матерью и сестрой в городах Ларкспер и Корте Мадера в Калифорнии.
Гэвин Ньюсом обучался в первом классе франко-английской школы, но был переведён ввиду болезни. В пять лет Ньюсому был поставлен диагноз дислексия, однако мать не сообщала об этом ребёнку, из-за чего, как признавался Гэвин Ньюсом, он испытывал недоумение, замечая, что успеваемость его сестры и сверстников заметно выше. Ньюсом узнал о своём диагнозе в пятом классе школы, прочтя документы своей матери. С третьего по пятый класс Ньюсом учился в коррекционном классе школы Нотр-Дам-де-Виктуар в Калифорнии. Потом посещал средние школы Корте Мадеры и Ларкспера, а также Рэдвуд, где являлся членом баскетбольной и бейсбольной команд.

### Личная жизнь
Гэвин Ньюсом — католик. С 2001 по 2005 год Гэвин был женат на Кимберли Гилфойл. В июле 2008 года он женился во второй раз, на актрисе Дженнифер Сибел. У пары четверо детей.

### Политика
В мае 1991 года Гэвин начал бизнес-карьеру, основав компанию PlumpJack Associates L.P. Первый политический опыт Гэвин приобрел в 1995 году, когда был добровольцем в успешной кампании выдвигавшегося на пост мэра Вилли Брауна. В 1998 году Ньюсом был избран в городской совет Сан-Франциско. В ноябре 2003 года он одержал победу в выборах мэра Сан-Франциско. Был переизбран на этот пост в ноябре 2007 года. На посту мэра он полностью поддерживал однополые браки, пытался решить проблему городских бездомных, выступал за легализацию марихуаны.
В ноябре 2010 года Ньюсом был избран вице-губернатором Калифорнии. Переизбран на эту же должность в ноябре 2014 года. В феврале 2015 года он объявил о том, что собирается баллотироваться на пост губернатора Калифорнии в 2018 году.
На состоявшихся 6 ноября 2018 года выборах Ньюсом был избран губернатором Калифорнии, заручившись поддержкой 61,9 % проголосовавших, и вступил в должность 7 января 2019 года.
В 2021 году республиканцами был инициирован сбор подписей за отзыв губернатора. Количество собранных подписей достигло необходимого количества для официального запуска процедуры. В основном недовольство избирателей было вызвано действиями властей штата по борьбе с эпидемией COVID-19. Голосование было назначено на 14 сентября 2021 года, в бюллетенях было два вопроса: «Хотите ли вы отзыва губернатора?» и «Если да, кто, по вашему мнению, должен его заменить?» В случае победы сторонников отзыва, его преемник должен был занять кресло губернатора на период до очередных губернаторских выборов. Однако инициатива отзыва губернатора не набрала необходимого количества голосов — за отзыв проголосовало лишь 36 % участников голосования.
В 2022 году Ньюсом был избран на второй срок: в этот раз ему выразили доверие 59,2 % избирателей. Таким образом, политик должен сохранить свой пост до января 2027 года.
28 июня 2024 года британский журнал The Economist назвал Гэвина Ньюсома одной из возможных замен Джозефа Байдена в качестве кандидата от Демократической партии США на выборах президента США 2024 года.